# Агевзія
Агевзія — втрата смакової функції язика, тобто неможливість виявити солодкий, кислий, гіркий, солоний смаки та умамі («приємний/пікантний смак»). Іноді її плутають з аносмією — втрату відчуття запаху. Оскільки язик може розпізнавати лише текстуру та розрізняти солодке, кисле, гірке, солоне та умамі, більшість того, що сприймається як відчуття смаку, насправді походить від запаху. Справжня агевзія рідка порівняно з гіпогевзією — частковою втратою смаку — і дизгевзією — спотворенням або зміною смаку.

## Причини
Основними причинами смакових розладів є травма голови, інфекції верхніх дихальних шляхів, дія токсичних речовин, ятрогенні причини, ліки та глосодинія («Синдром пекучого рота»).
Травма голови може спричинити ураження в ділянках центральної нервової системи, які беруть участь у обробці смакових подразників, включаючи таламус, стовбур головного мозку та скроневі частки; травма також може пошкодити нервові шляхи, що беруть участь у передачі смакових подразників.

### Неврологічні пошкодження
Пошкодження тканин де йдуть нерви, які інервують язик може привести до агевзії, особливо пошкодження барабанної струни і язико-глоткового нерва. Барабанна струна передає смак від передніх двох третин язика, а язико-глотковий нерв — від задньої третини язика. Неврологічні розлади, такі як параліч Белла, сімейна дизавтономія та розсіяний склероз, викликають подібні проблеми, як і деякі інфекції, такі як первинний амебний менінгоенцефаліт. Язиковий нерв (який є гілкою трійчастого нерва V3, але несе смакові відчуття назад по барабанній струні до колінчастого вузла лицевого нерва) також може бути пошкоджений під час отологічної операції, викликаючи відчуття присмаку металу.

### Проблеми з ендокринною системою
Дефіцит вітаміну B3 (нікотинової кислоти) та цинку може спричинити проблеми з ендокринною системою, що може спричинити порушення або втрату смаку. Порушення ендокринної системи, такі як синдром Кушинга, гіпотиреоз та цукровий діабет, можуть викликати подібні проблеми. Агевзія також може бути викликана побічними ефектами антиревматичних препаратів (наприклад, пеніциламін), антипроліферативних препаратів (наприклад, цисплатин), інгібітори АПФ та інших препаратів, включаючи азеластин, кларитроміцин, тербінафін та зопіклон.

### Інші причини
Місцеві пошкодження та запалення, що уражають смакові рецептори або місцеву нервову систему, наприклад, внаслідок променевої терапії, глоситу, вживання тютюну чи носіння зубних протезів, також можуть спричинити агевзію. Інші відомі причини включають втрату смакової чутливості від старіння (спричиняючи труднощі з виявленням солоного або гіркого смаку), тривожний розлад, рак, ниркова недостатність та печінкова недостатність.

## Діагностика
Як порушення смаку, так і запаху діагностує отоларинголог, спеціаліст з хвороб вуха, носа, горла, голови та шиї. Отоларинголог може визначити ступінь вашого смакового розладу, вимірявши найнижчу концентрацію смакової якості, яку можна виявити чи розпізнати. Вас також можуть попросити порівняти смаки різних речовин або відзначити, як посилюється інтенсивність смаку при збільшенні концентрації речовини. Вчені розробили тестування смаку, при якому пацієнт реагує на різні хімічні концентрації. Це може включати простий тест «ковтай, плюй, полощи», або прикладання хімічних речовин безпосередньо на певні ділянки язика.